# Вайлате
Вайлате (італ. Vailate) — муніципалітет в Італії, у регіоні Ломбардія, провінція Кремона.
Вайлате розташоване на відстані близько 460 км на північний захід від Рима, 32 км на схід від Мілана, 55 км на північний захід від Кремони.
Населення — 4596 осіб (2014).
Щорічний фестиваль відбувається останньої неділі червня. Покровитель — Петро (апостол).

## Демографія
Населення за роками:

Станом на 1 січня 2023 року в муніципалітеті офіційно проживало 500 іноземців з 39 країн, серед них 119 громадян країн Євросоюзу та 8 громадян України.

## Сусідні муніципалітети
- Аньяделло
- Арцаго-д'Адда
- Кальвенцано
- Капральба
- Мізано-ді-Джера-д'Адда
- Торліно-Вімеркаті